# Население Марокко

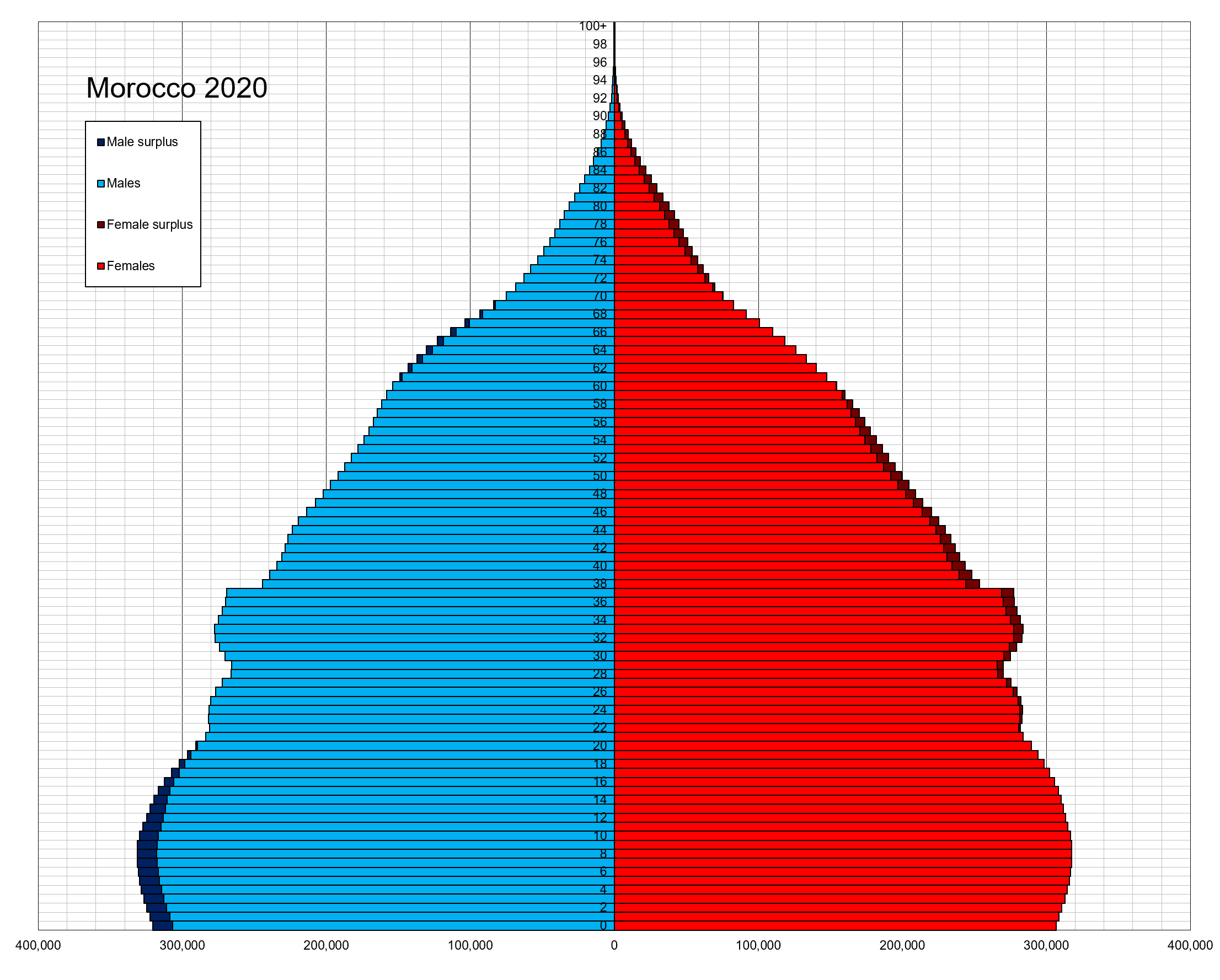
Возрастно-половая пирамида населения Марокко на 2020 год

Население Марокко — марокканцы численностью 37,46 млн человек(на 2022 год). Это четвёртая в арабоязычном мире страна по численности населения после Египта, Алжира и Судана. Около 60 % населения — арабы, около 40 % — берберы. Небольшое количество евреев (7 тыс.). Процесс слияния различных племён и народов в единую марокканскую нацию до конца не завершён.
Ежегодный прирост населения составляет 1,6 % (2006 г).
Уровень рождаемости
21,98 новорожденных / 1000 человек (2002 г.)
Уровень смертности
5,58 смертей / 1000 человек (2002 г.)
| Год            | Население  |
| -------------- | ---------- |
| 1              | 1 000 000  |
| 1000           | 3 200 000  |
| 1200           | 10 000 000 |
| 1500           | 2 700 000  |
| 1800           | 3 124 000  |
| 1850           | 4 135 000  |
| 1900           | 5 146 000  |
| 1910           | 7 026 000  |
| 1920           | 7 507 000  |
| 1930           | 7 989 000  |
| 1940           | 8 471 000  |
| 1950           | 8 953 000  |
| 1960           | 11 679 000 |
| 1970           | 15 310 000 |
| 1980           | 19 487 272 |
| 1990           | 24 734 809 |
| 2000           | 30 184 084 |
| 2009           | 31 237 956 |
| 2030 (прогноз) | 44 759 481 |
| 2050 (прогноз) | 55 083 745 |
| 2100 (прогноз) | 65 500 000 |

Кто представляет национальный состав Марокко:
— арабы;
— берберы;
— другие народы (французы, испанцы, португальцы, евреи).
Берберы разделены на общины, каждая из которых живет в горах. Так, Средний Атлас населен тамазитами, а горы Риф - рифскими народами. В Марокко можно встретить марокканцев-харатинов, которые расселились по крупным городам и оазисам (марокканский юг).
На 1 км² проживает 70 человек, но наиболее густозаселенными являются районы на западном побережье страны, в восточной половине страны проживает менее 10% от всего населения. На приатлантических равнинах, а также в северо-западных предгорьях Атласа и Эр-Рифа на 1 км² проживает 240-300 человек, а в Касабланке и вовсе проживает более 600 человек. Что касается безлюдных территорий, то к ним относятся юго-восточные районы страны (плотность населения - 1-2 человека на км²).
Государственный язык — арабский, но не менее распространенными языками являются французский и испанский, а чистокровные берберы говорят только на берберском языке. Берберы – коренное население Марокко – ведут традиционный уклад жизни, связанный с разведением верблюдов, добычей арганового масла.
Численность городского населения постоянно увеличивается, в городах сейчас живут 49% марокканцев. Бедуины населяют в основном юго-восток и центральные горные районы Марокко. Отток населения из сельских районов, связанный прежде всего с тем, что местность страдает от засух, переполняет города страны. Быстро увеличивается население городов с численностью от 10 до 100 тыс. человек. Крупными городами являются Касабланка (более 4 млн. человек), Рабат (1,6 млн.), Марракеш (1,5 млн.), Фес (более 1 млн.) и др..

## Трудовые ресурсы Марокко
Численность трудоспособного населения Марокко составляет 11 млн. человек, или 37% от общего количества марокканцев, в том числе доля женщин - до 20%. Часть населения занята в сельском хозяйстве (40%) и сфере услуг (45%). Уровень безработицы в стране в 2004 г. достигает 12%. Большинство марокканцев в поисках работы выезжают в Европу.